# Horns Rev Havmøllepark
Horns Rev Havmøllepark er en gruppe af havvindmølleparker beliggende på Horns Rev.
80 Vestas V80-2.0 MW vindmøller med en samlet produktionskapacitet på 160 MW blev installeret i 2002 og blev sat i fuld drift den 11. december 2002.
Horns Rev Havmøllepark er placeret ud for Danmarks vestligste punkt, Blåvands Huk, ca. 20 km fra kysten på 20 km² stort areal. Den kostede omkring 270 mio. € (ca. 2 mia. kr.) og producerer årligt ca. 600 millioner kWh.
I 2007 ejer Vattenfall 60 % og DONG Energy 40 % af vindmølleparken.
Horns Rev 2 blev indviet i september 2009. Denne udbygning består af yderligere 91 vindmøller med en kapacitet på 2,3 MW per mølle plus 3 testmøller på op til 5,0 MW.
I 2016 begyndte opførelsen af Horns Rev 3. Parken åbnede 22. august 2019 og består af 49 vindmøller af typen MHI Vestas V164 med en effekt på 8,3 MW stykket (406 MW i alt), hvilket gjorde vindmølleparken til Danmarks største, marginalt større end Anholt Havmøllepark på 400 MW. Den forventede årlige elproduktion på 1.700 gigawatt-timer kan forsyne, hvad der svarer til omkring 425.000 husstandes årlige strømforbrug.